# Oul (povestire de Weir)
„Oul” este o povestire a scriitorului american Andy Weir, publicată pentru prima dată pe website-ul său Galactanet la 15 august 2009. Este cea mai populară povestire a sa și a fost tradusă în peste 30 de limbi de către cititori. Povestirea prezintă un bărbat fără nume de 48 de ani care descoperă „sensul vieții” după ce acesta moare.

## Rezumat
Povestirea este despre personajul principal, care este denumit „tu” (la persoana a doua) și Dumnezeu, care este „eu” (la persoana întâi). Tu este un bărbat de 48 de ani care moare într-un accident de mașină, îl întâlnește pe Dumnezeu, naratorul, care îi spune că s-a reîncarnat de multe ori înainte și că urmează să se reîncarneze ca o țărancă chineză în anul 540 d.Hr. Apoi Dumnezeu explică că, de fapt, tu este constant reîncarnat de-a lungul timpului și că toate ființele umane care au trăit și vor trăi vreodată sunt încarnări ale sale. Tu a fost și Abraham Lincoln, Adolf Hitler și Isus. Dumnezeu adaugă că tu a fost odată și John Wilkes Booth, dar și fiecare victimă a Holocaustului și fiecare persoană care L-a urmat pe Isus.
Dumnezeu explică că, de fapt, există și alte ființe asemănătoare dumnezeiești în altă parte și că și tu va deveni într-o zi un zeu. Întregul univers a fost creat ca un ou pentru personajul principal (care este întreaga umanitate) și odată ce va trăi fiecare viață umană posibilă, se va naște ca zeu. Motivul pentru care Dumnezeu a creat universul a fost ca personajul principal, tu, să înțeleagă acest punct: „De câte ori ai asuprit pe cineva, te-ai asuprit pe tine însuți." ti-am spus. "De câteori ai avut milă de cineva, ai avut milă de tine însuți. Orice fericire sau supărare, pe care orice om a avut-o, ori o va avea, vor fi experiențele tale.”

## Istorie
Într-un interviu din 2015 cu Craftsman Founder Podcast, Weir a discutat, printre alte subiecte, despre motivația sa pentru a scrie această povestire. În interviu, Weir a declarat că „a vrut să scrie o povestire în care viața să fie corectă, până la urmă”. Potrivit lui Weir, cele mai multe religii au propria lor interpretare a proverbului „ce oferi aia primești” și se învârt în jurul acestei idei într-un fel. Când a fost întrebat de ce a ales să aibă un suflet care se reîncarnează constant în diferite perioade de timp, în loc să înainteze liniar de-a lungul timpului, Weir a spus că singurul mod în care ideea sa că toată lumea este un singur suflet ar funcționa este numai dacă reîncarnarea ar putea avea loc în diferite perioade de timp. Weir a declarat că a scris povestirea repede, spunând: „Am terminat-o în 40 de minute și am postat-o online și asta a fost tot”. Nu se aștepta la rezultatul care a apărut după publicarea sa.

## Adaptări
Rapperul Logic a folosit povestirea ca inspirație pentru albumul său Everybody lansat în 2017, reimaginat în piesa din interludiu „Waiting Room”, cu Neil DeGrasse Tyson ca Dumnezeu.
Au fost realizate mai multe adaptări de scurtmetraj. Hjalmar Ekström Wikander, Tage Hervén, Walter Schönenbröcher, Fred Grant, Andrej Dojkic, Timothy Judd, Ben Brand, Gabrielle Salonga, Josef Orlandi și Nataliia Weaver au regizat fiecare câte o adaptare. Kurzgesagt a adaptat-o ca un videoclip animat.